# Хериберт от Лаон
Хериберт от Лаон (Heribert; Caribert; Charibert) е граф на Лаон (Франция) през първата половина на 8 век и дядо на Карл Велики.

## Биография
Баща му не е известен, майка му е Бертрада Стара, дъщеря на пфалцграф Хугоберт, който е основател на линията Хугобертини, и на Ирмина от Еран при Трир.
През 721 г. Хериберт помага на майка си Бертрада при основаването на манастира в Прюм.
Умира преди 762 г.

## Деца
Хериберт от Лаон е баща на:
- Бертрада Млада (* ок. 725; † 12 юли 783), съпруга от 741 г. на франкския крал Пипин III и майка на Карл Велики.